# Lathyrus tracyi
Lathyrus tracyi är en ärtväxtart som beskrevs av Bradshaw. Lathyrus tracyi ingår i släktet vialer, och familjen ärtväxter. Inga underarter finns listade i Catalogue of Life.